# Zacatepec de Hidalgo
Zacatepec de Hidalgo est une ville de l’État de Morelos au Mexique. Selon le recensement de 2000, la population s'élève à 33 331 habitants.
Sa principale production est la canne à sucre.
Les étudiants viennent de tout l'État pour aller à l'université publique, l'Instituto Tecnológico de Zacatepec fondée en 1961.
La ville est jumelée avec Turnov en république tchèque.

## Sport
Le Club Deportivo Zacatepec est fondé en 1948. Le Stade Coruco Díaz est construit en 1964.